# Les Baquis
|  | Per a altres significats, vegeu «Baquis (endeví)». |

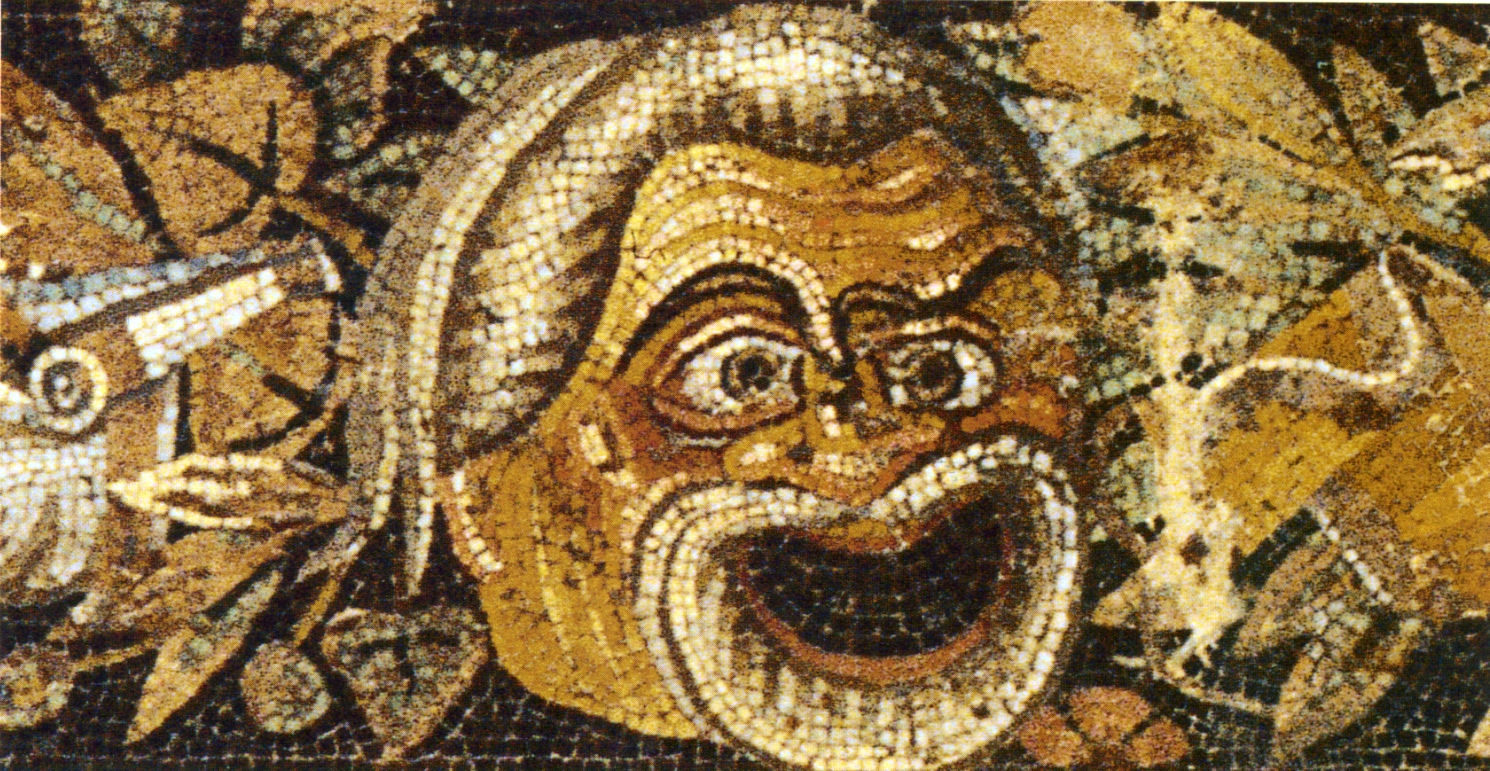
Màscara de comèdia. Mosaic de la casa del Faune a Pompeia

Les baquis és una obra del comediògraf romà Plaute. Duu el títol de Les baquis perquè les dues heroïnes de la comèdia són dues òrfenes nascudes a l'illa de Samos, els pares de les quals veneraven especialment el déu Bachus. Es tracta d'una fabula palliata amb personatges arquetípics de nom grec, com les dues baquis ('meretrius'), Menesíloc és el jove enamoradís (adulescens amans), Nicòbul, pare de Menesíloc, el vell (senex), Cleòmac, el soldat (miles gloriosus) i Crísal, l'esclau espavilat (servus callidus). Sembla que Plaute s'inspirà força directament en l'obra Dues vegades trampós (δις εξαμαρτών), de Menandre, per a escriure Les baquis.

## Argument
Les baquis són dues bessones idèntiques, que pel fet de ser òrfenes i pobres es veuen obligades a prostituir-se. Menesíloc, fill del vell i ric Nicòbul, s'enamora d'una d'elles, però mentre ell s'està a Èfes en viatge de negocis, la baqui se'n va amb Cleòmac, un soldat que l'ha contractada per 20 mines. Quan Menesíloc se n'assabenta, li demana al seu amic Pistocler que intenti buscar la seva enamorada. Ell troba l'altra baqui, que el sedueix i durant un temps els dos amics creuen que estan enamorats de la mateixa dona. Per a alliberar la baqui que estava amb el soldat, necessiten pagar-li 20 mines. Crísal, el criat de Menesíloc, s'encarrega d'aconseguir els diners enganyant Nicòbul, el seu amo. Però, com que Menesíloc creu que Pistocler està enamorat de la seva baqui, torna les 20 mines al seu pare que, al seu torn, es disposa a castigar Crísal. Finalment, es descobreix que hi ha dues baquis i que cada una està enamorada d'un dels amics. Al final, els dos amics es queden amb les seves respectives noies i la comèdia s'acaba amb un alegre banquet.